# 黄金龍王
「黄金龍王」（おうごんりゅうおう）は高見沢俊彦の5枚目のシングル。2011年7月13日発売。発売元はEMIミュージック・ジャパン。

## 概要
1年ぶりとなる高見沢のシングルは前作「青空を信じているか?」に続いて、ジャケット写真・レーベルデザイン・カップリング曲の異なる3パターンでの発売となっている。

## 収録曲
作詞・作曲：高見沢俊彦　編曲：高見沢俊彦 with 本田優一郎（特記以外）

### パターンA（TOCT-40344）
1. 黄金龍王
2. You in Eden
  - 作詞：綾小路翔　訳詞：北野'JK'順一
  - 「エデンの君」の英語バージョン
3. 黄金龍王（Original Instrumental）

### パターンB（TOCT-40345）
1. 黄金龍王
2. Felix the Rock
  - 「フィリックス・ザ・キャット」をイメージした楽曲
3. 黄金龍王（Original Instrumental）

### パターンC（TOCT-40346）
1. 黄金龍王
2. Thanks for Your Love－Part II
  - 編曲：高見沢俊彦
  - 真琴つばさに提供した楽曲「Thanks for Your Love」のセルフカバー
3. 黄金龍王（Original Instrumental）